# Necrobarista
Necrobarista est un jeu vidéo de type visual novel développé par Route 59 pour Microsoft Windows, macOS, PlayStation 4, Nintendo Switch, iPad, iPhone via le biais d'Apple Arcade. Il est sorti sur Steam et GOG le 22 juillet 2020. Les versions Nintendo Switch et PlayStation 4 et Apple Arcade sont sortient en 2020 un peu plus tard .

## Aperçu
Necrobarista est un visual novel, situé dans un café de Melbourne qui sert à la fois les vivants et les morts ; il est visité par des gangsters, des hipsters et des nécromanciens,. Le jeu a l'originalité pour le genre de proposer un rendu graphique en 3D.